# Weißbriacher Hütte
Die Weißbriacher Hütte ist eine Selbstversorgerhütte der Kategorie 1 der Sektion Hermagor des Österreichischen Alpenvereins. Sie liegt auf der Napalnalm im Gitschtal, Gailtaler Alpen.

## Geschichte
Der Vorgängerbau war eine Almhütte, die die Sektion Hermagor ab 1970 als Schutzhaus pachtete. Die Almhütte brannte 1982 ab. Die bestehende Hütte wurde 1984 durch die Sektion als Blockhaus errichtet.

## Zu- und Übergänge
Die Hütte ist durch eine nichtöffentliche Almstraße erschlossen. Für Wanderer ist sie von Weißbriach aus in 2 Stunden zu erreichen oder von Kirchbach in knapp vier Stunden. Nordwestlich ist die E.T.-Compton-Hütte 3½ Stunden entfernt. Über die Alm führt auch der Gailtaler Höhenweg (GHW) und die 27. Etappe des Julius Kugy Alpine Trail.

## Ziele
- Reißkofel (2371 m) 3¼ Stunden
- Kumitsch (1734 m) ½ Stunde
- Sattelnock (2033 m) 1½ Stunden